# B-Oldal
A B-oldal Bankos magyar MC-nek a Kriminal Music által 2006-ban kiadott második szóló stúdióalbuma.

## Az album dalai
1. Be
2. Ábécé [halott link]
3. Fújdki (vokál: Norba)
4. Megint
5. Mi
6. Fárasztó (közreműködik: NKS)
7. Bent (km. Norba)
8. El innen (km. Zenk)
9. Amitti (km. Faktor Labor, Nos'Chez)
10. Megérzés (km. Orizatriznyák, Ponza)
11. Rossz szokás (km. Norba, Phat)
12. Te vagy (vokál: Norba) [halott link]
13. Kérdezz-felelek (vokál: Zsola)
14. N.sz.sz./Ne szólj száj (km. Rendben Man)
15. Cirkusz
16. Megint (B-verzió)
17. Ki (km. Dizko Stu)

Bónuszdal: Nincs mit (Remix, km. Norba) /Eredeti verzióban megtalálható a BN(Bankos, Norba):MLKK albumon.

## Közreműködők
Aza, Dizko Stu, Dj Kool Kasko, Dj Shuriken, Faktor Labor(Face/Faktor, Zsola), Hmad, NKS(Zenk, Nos'Chez), Norba, Ponza, Rendben Man

## Videók
- 2008 – ABC. YouTube
- 2009 – Te Vagy. YouTube

## Külső hivatkozások
- Bankos